# 8458 Georgekoenig
8458 Georgekoenig eller 1981 EY9 är en asteroid i huvudbältet som upptäcktes den 1 mars 1981 av den amerikanska astronomen Schelte J. Bus vid Siding Spring-observatoriet. Den är uppkallad efter astronomen George Koenig.
Asteroiden har en diameter på ungefär 2 kilometer.